# Zuzanna Orlińska
Zuzanna Orlińska (ur. 16 stycznia 1972 w Warszawie) – polska pisarka i ilustratorka. Autorka powieści i opowiadań dla dzieci i młodzieży. Laureatka m.in. nagrody „Guliwer w krainie Olbrzymów” i Nagrody Literackiej im. Kornela Makuszyńskiego.
Ukończyła studia na Wydziale Grafiki Akademii Sztuk Pięknych w Warszawie (dyplom w pracowni ilustracji). Od 1997 roku zajmuje się ilustrowaniem książek, czasopism i podręczników szkolnych. Jako autorka zadebiutowała w 2010 roku powieścią Matka Polka wydaną przez Akapit-Press. Obecnie współpracuje głównie z Wydawnictwem Literatura. W latach 2005–2014 prowadziła stronę internetową „Kiedy byłam mała...” poświęconą książkom swojego dzieciństwa.
Jest córką ilustratorów - Wandy Orlińskiej i Bogusława Orlińskiego.

## Twórczość literacka

### Książki
- Matka Polka, wydanie I – Wydawnictwo Akapit-Press, Łódź 2010, wydanie II - Wydawnictwo Literatura, Łódź 2017
- Pisklak – Wydawnictwo Akapit-Press, Łódź 2012
- Ani słowa o Zosi! – Wydawnictwo Literatura, Łódź, wydanie I 2013, wydanie II 2014, wydanie III 2017
- Cierpienia sięciolatka – Wydawnictwo Literatura, Łódź, wydanie I 2014, wydanie II 2017
- Stary Noe – Wydawnictwo Literatura, Łódź 2015
- Detektywi z klasztornego wzgórza – Wydawnictwo Literatura, Łódź, wydanie I 2015, wydanie II 2016, wydanie III 2017
- Z Bożej łaski Jadwiga, król – Wydawnictwo Literatura, Łódź 2017
- Biały teatr panny Nehemias – Wydawnictwo Literatura, Łódź 2017
- Duch Rubinsteina. Opowieść o wielkim pianiście – Wydawnictwo Literatura, Łódź 2025

### Udział w antologiach opowiadań
- Głowa doktora Grimsby'ego Roylotta – Opowiadania z kluczem, Wydawnictwo Literatura, Łódź 2013
- Amor spod supermarketu – Na psa urok! Opowiadania o psach, Wydawnictwo Literatura, Łódź 2014
- Czarodziej Złota Rączka – Czarownice są wśród nas, Wydawnictwo Literatura, Łódź 2017
- Apokalipsa, Jawa, Parantela, Szczękoczułek, Źródłosłów – Sylaboratorium, Egmont Art, Warszawa 2017

## Nagrody
- Matka Polka – wyróżnienie w Konkursie Literackim im. Kornela Makuszyńskiego 2011
- Pisklak – wyróżnienie w Konkursie Literackim im. Kornela Makuszyńskiego 2013
- Ani słowa o Zosi! – II nagroda w III Konkursie Literackim im. Astrid Lindgren 2013, wyróżnienie w VI Konkursie Literatury Dziecięcej im. Haliny Skrobiszewskiej połączone z wpisaniem książki na Listę Skarbów Muzeum Książki Dziecięcej 2013
- Cierpienia Sięciolatka – nominacja do nagrody w Konkursie Literackim im. Kornela Makuszyńskiego 2015
- Stary Noe - wyróżnienie w kategorii literackiej w konkursie PS IBBY „Książka roku 2015”, główna nagroda – 23. Ogólnopolska Nagroda Literacka im. Kornela Makuszyńskiego 2016[3]
- Detektywi z klasztornego wzgórza – nominacja do nagrody „Książka roku 2015” PS IBBY, Samochodzikowa Książka Roku 2015[4]
- Biały teatr panny Nehemias – wyróżnienie w kategorii literackiej w konkursie PS IBBY „Książka roku 2017"
- Nagroda „Guliwer w krainie Olbrzymów” za rok 2013 przyznawana przez czasopismo „Guliwer”